# Hamuro Mitsutoshi
Hamuro Mitsutoshi (葉室光俊, Minamoto no Ienaga, 1203 - 1276) fue un poeta waka y noble japonés activo a comienzos del período Kamakura. Es parte de los Treinta y seis nuevos inmortales de la poesía (新三十六歌仙 Shinsanjūrokkasen?). En 1248 compiló los pensamientos de Mandai Shū en Mandai wakashū.